# Kloster San Vito
Kloster San Vito war von 1875 bis 1898 ein italienisches Kloster der Trappistinnen in Piossasco bei Turin.

## Geschichte
1875 gründete das französische Kloster Lyon-Vaise in Italien das Kloster San Vito. Eine besondere Rolle spielte dabei die 1831 in Digne geborene Adlige Julie Astoin, die in Turin gelebt hatte und nach Eintritt in Lyon-Vaise (1867) den Ordensnamen Thérèse annahm. Mit ihrer finanziellen Hilfe wurde in San Vito (heute Possiasco) bei Turin die Villa Rabbi gekauft und (mit ihr als Oberin) dort 1875 das neue Kloster gegründet. Priorin Thérèse leitete das Kloster bis 1898. Dann wurde es nach Grottaferrata verlegt, wo bereits ein Mönchskloster existierte (Santa Maria di Grottaferrata), und 1957 nach Kloster Vitorchiano.